# Vaterland (Roman)

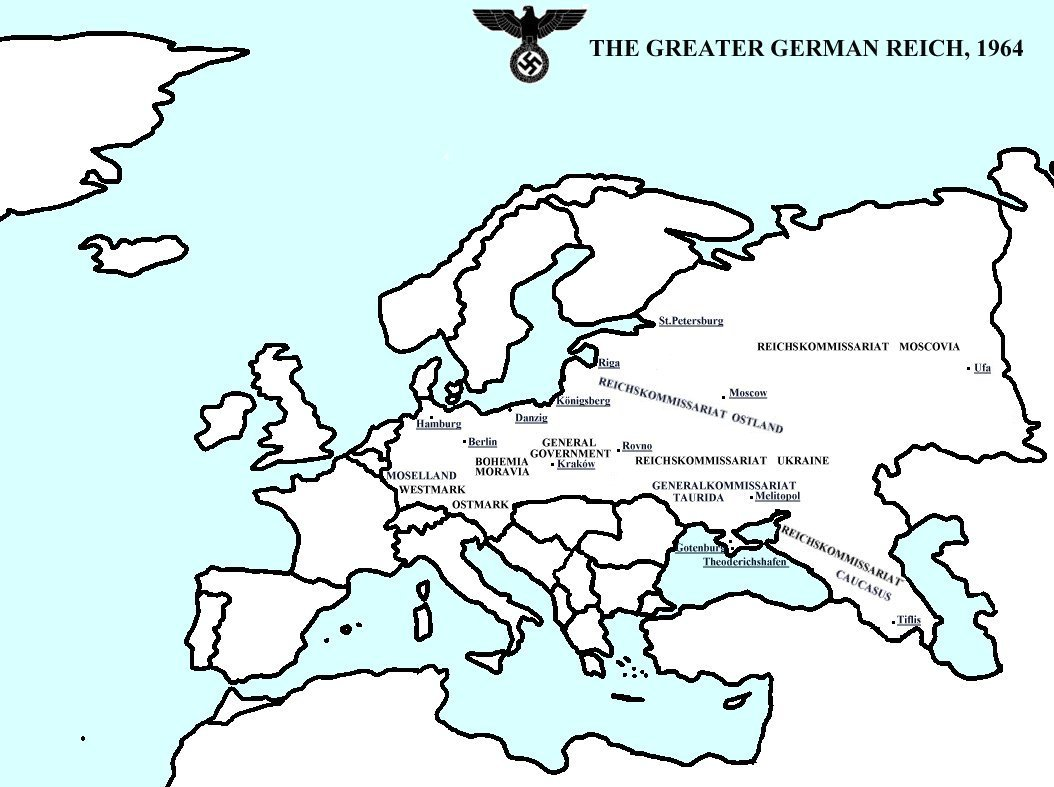
Europa 1964 in der Welt von Vaterland

Vaterland (Originaltitel: Fatherland) ist das 1992 erschienene Romandebüt des britischen Schriftstellers Robert Harris. Harris kombiniert hier die Genres des Thrillers bzw. des Kriminalromans und der Alternativweltgeschichte miteinander, indem er einen Kriminalfall vor der Kulisse eines fiktiven Dritten Reiches, das den Zweiten Weltkrieg gewonnen hat und nun Europa dominiert, schildert.

## Inhalt
Der Autor gibt vor, dass die Weltgeschichte ab 1942 einen anderen Verlauf genommen hat: Die Alternativweltgeschichte in Form eines Kriminalromans spielt in einem fiktiven Deutschland des Jahres 1964, das den Zweiten Weltkrieg gewonnen hat. Europa wird von den Nationalsozialisten beherrscht, mitsamt Großbritannien und dem europäischen Russland. Die restliche Sowjetunion befindet sich nach wie vor in einem Partisanenkrieg mit dem Deutschen Reich.
Die USA unterstützen Russland mit Hilfslieferungen und befinden sich im „Kalten Krieg“ mit Deutschland. Durch die amerikanische Atombombe und die deutschen „V-3“-Interkontinentalraketen ist ein nukleares Patt zwischen den beiden Mächten entstanden. Entspannung ist jedoch in Sicht: US-Präsident Joseph P. Kennedy, der im Herbst seine Wiederwahl anstrebt, wird zu einem ersten Staatsbesuch erwartet. Anlass für die Bekanntgabe ist der bevorstehende 75. Geburtstag Adolf Hitlers am 20. April. Der technische Stand der beiden Großmächte entspricht dem des Jahres 1964, so verfügt auch Deutschland über Flugzeugträger und Atom-U-Boote, und man liefert sich ein Wettrennen in den Weltraum. Das Berlin dieser alternativen Zeitlinie ist allerdings eine 10-Millionen-Metropole, in der zahlreiche von Albert Speer geplante Monumentalbauten im Stile der Welthauptstadt Germania tatsächlich verwirklicht worden sind, u. a. die alles dominierende Große Halle.

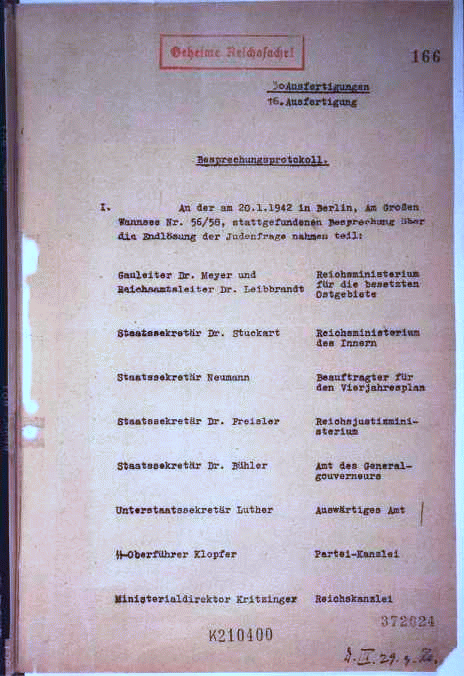
Originaldokument der Wannsee-Konferenz. Im Buch Hinweis auf die Verbindung der Opfer.

Im Mittelpunkt der Handlung des Buches steht der Kripo-Sturmbannführer Xaver März, der als Mordfahnder in Berlin tätig ist. Er wird mit der Aufklärung eines Mordes am Staatssekretär im Generalgouvernement Polen, Josef Bühler, beauftragt, aber schon kurze Zeit später wieder durch Ermittler der Gestapo unter der Leitung von Odilo Globocnik von dem Fall abgezogen. Als er dennoch weiterermittelt, stellt er fest, dass der Mord mit einem 22 Jahre alten Geheimnis zusammenhängt, das bis in die oberste Riege der nationalsozialistischen Führung hineinreicht. In einer Folge von Unfällen und Morden kommen neben Bühler nacheinander zahlreiche ehemalige hochrangige Parteifunktionäre ums Leben, u. a. Wilhelm Stuckart und Friedrich Kritzinger. Den Opfern war in der Woche von Bühlers Tod eine Pralinenschachtel aus Zürich zugestellt worden. Durch Nachforschungen stößt März auf ein in den Kriegsjahren eröffnetes Bankschließfach in einer Zürcher Bank, das jedoch nur das im Krieg verschollene Gemälde Dame mit dem Hermelin von Leonardo da Vinci enthält und keine weiteren Hinweise auf den Fall gibt. Die Protokolle weisen aus, dass das Schließfach Tage zuvor von dem Mitverschwörer Martin Luther geöffnet worden war.
Durch die Gemeinsamkeit der Opfer bestätigt, dass diese allesamt an der in der alternativen Öffentlichkeit auch 1964 noch unbekannten Wannseekonferenz teilgenommen haben, versucht März Kontakt mit dem einzig verbliebenen Funktionär Martin Luther aufzunehmen, der auf der Flucht vor der Gestapo ist. Das Treffen wird von der amerikanischen Journalistin Charlotte „Charlie“ Maguire arrangiert, misslingt aber, als Luther vor aller Augen erschossen wird.
Es gelingt März schließlich anhand eines Koffers mit Dokumenten, die Luther aus Zürich mitgebracht und im Flughafen abgelegt hatte, Details zum Holocaust aufzudecken, der bisher immer geleugnet wurde. Die Vernichtung der europäischen Juden könnte nun bewiesen werden, wenn es März gelänge, das von ihm gefundene belastende Material, Dokumente über die Wannseekonferenz und die Endlösung, außer Landes zu bringen – in die Schweiz, das einzige Land in Mitteleuropa, das kein Satellitenstaat des Deutschen Reiches ist.
Diese Aufgabe übernimmt schließlich März’ Geliebte Charlie. Er selbst lockt die Verfolger der SS in eine andere Richtung und wird auf dem Grund und Boden des einstigen Konzentrationslagers Auschwitz gestellt, wo unter der scheinbar unberührten Landschaft nur noch alte Mauersteine belegen, dass der Völkermord Wirklichkeit war, dem in dieser alternativen Realität 11 Millionen Juden zum Opfer gefallen sind.

## Personen
Für die deutsche Übersetzung wurde der Protagonist Xavier March anfangs in Xaver März umbenannt; in der aktuellen deutschen Ausgabe heißt er wieder Xavier March wie im Original. Bei einigen im Buch vorkommenden Figuren handelt es sich um fiktive Personen; die meisten der nationalsozialistischen Funktionäre haben hingegen tatsächlich gelebt, so z. B. Josef Bühler, Wilhelm Stuckart, Friedrich Kritzinger, Martin Luther, Odilo Globocnik (in der deutschen Ausgabe fälschlich Globocznik geschrieben) und Arthur Nebe.

## Hintergrund
Fatherland war der erste Roman von Harris. Vorher hatte er als Journalist und politischer Kommentator gearbeitet und mehrere Sachbücher verfasst. In dieser Funktion hatte er sich bereits journalistisch mit nationalsozialistischen Themen beschäftigt und mit Selling Hitler: Story of the Hitler Diaries (1986) ein Standardwerk über den Skandal der gefälschten Hitler-Tagebücher verfasst. Gegen Ende der 1980er recherchierte Harris über Albert Speer und sein architektonisches Werk und entschloss sich, seine Nachforschungen nicht in Form eines weiteren Sachbuches zu publizieren, sondern stattdessen als Kulisse eines Kriminalromans zu verwenden.

## Rezeption
Die Originalausgabe erschien Anfang Mai 1992 bei Hutchinson, London und erklomm sofort die Bestsellerlisten im Vereinigten Königreich. Für die Publikationsrechte in den Vereinigten Staaten wurden 1,8 Millionen Dollar geboten, ein damaliger Rekord für ein Erstlingswerk. Auch dort stand das Buch dann im Juni desselben Jahres an der Spitze der Bestsellerlisten und entwickelte sich in der Folgezeit auch zu einem in über 24 Sprachen übersetzten internationalen Bestseller, von dem weltweit über 5 Millionen Exemplare verkauft wurden (Stand 2011). Von der internationalen Kritik wurde das Buch bis auf wenige Ausnahmen, wie zum Beispiel einer Kritik im Publisher Weekly, weitgehend positiv aufgenommen. Viele Kritiker und Akademiker sahen in ihm nicht nur einen spannenden Thriller, sondern auch eine ernsthafte Auseinandersetzung mit Aspekten des Nationalsozialismus.
In Deutschland fiel die Reaktion auf Harris’ Buch jedoch zunächst sehr negativ aus. Von deutschen Kritikern wurde der Roman als „deutschfeindlich“ angesehen und die Verwendung der Holocaustthematik wurde als „frivol“ empfunden. Der Spiegel sah gar eine „Dämonisierung der Bundesrepublik“. Obwohl er im englischsprachigen Raum bereits ein Bestseller war, lehnten 25 deutsche Verlage seine Publikation ab, so dass die deutsche Übersetzung durch Hanswilhelm Haefs schließlich im Schweizer Haffmans Verlag im September 1992 erschien. Später sollte sich die negative Rezeption in Deutschland jedoch relativieren. Mit dem Heyne Verlag brachte den Roman 1994 ein deutscher Verleger als Taschenbuch auf den Markt und spätere Kritiken fielen deutlich positiver aus.

### Beschlagnahme
1994 kam es in Hamburg zur Beschlagnahme englischsprachiger Ausgaben von Vaterland durch die hamburgische Staatsanwaltschaft aufgrund eines Hakenkreuzes, das sich auf dem Cover des Buches befand.

### Adaptionen
HBO produzierte 1994 einen auf dem Roman basierenden gleichnamigen Fernsehfilm. Regie führte Christopher Menaul und Rutger Hauer übernahm die Rolle des Xaver März. Der Film weicht jedoch inhaltlich etwas von der Romanvorlage ab und hat ein anderes Ende. Auch ist seine Beschreibung der historischen Aspekte der nationalsozialistischen Kulisse nicht so akkurat wie im Roman.
Die BBC produzierte eine Hörspielserie nach der Romanvorlage mit Anton Lesser und Angeline Ball in den Hauptrollen. Die Erstausstrahlung erfolgte am 9. Juli 1997.
Frank Castorf und Stefanie Carp dramatisierten den Stoff gemeinsam für das Theater und führten ihn im Frühjahr 2000 in der Berliner Volksbühne und im Hamburger Schauspielhaus auf.

### Einzelkritiken
„Im deutschen Sprachraum ist die Frage nach dem historisch anderen, alternativen, nicht nur verboten, sie ist regelrecht verpönt. Woran liegt das? Die ‚allgemeine Frage‘ nach einem alternativen Verlauf der Geschichte ist in Deutschland völlig tabuisiert, weil sie auf eine ganz spezielle, alle anderen überschattende Frage konzentriert ist, eben jene, die der Brite Robert Harris in seinem Roman ‚Vaterland‘ zu beantworten versucht: Was wäre, wenn die Deutschen den Krieg gewonnen hätten? Darauf, auf den Verlust des Krieges, bezieht sich auch die vielbeschworene ‚Unfähigkeit zu trauern‘ und nicht auf den Holocaust. Deshalb darf nicht nach dem gewonnenen Krieg gefragt werden – unzählige Träume von Ruhm und Glück sind ins Reich des abgespaltenen Schattens verbannt … Denn das Vergangene ist erst vergangen, wenn es betrauert ist und bedacht – und damit meine ich nicht ‚analysiert‘ und ‚verarbeitet‘. Analysieren und Verarbeiten sind Ausdrücke aus der Industrie; das tut man mit Müll und nicht mit den Regungen des Herzens.“

„Atmosphärisch und rasant – Fatherland ist ein überdurchschnittlicher Thriller“

„[…] Natürlich ist ein Krimi mit dieser Thematik heikel. Doch Harris bietet keine Nazi-Nostalgie, und den Vorwurf der Deutschfeindlichkeit halten wir nach abermaliger und wieder begeisterter Lektüre für absurd. Der Brite hat ganz einfach einen packenden Thriller mit einem wirklich ungewöhnlichen Setting geschrieben. Was uns vor allem gefiel, ist die gespenstische Darstellung des Alltags in einem Nachkriegs-Siegerdeutschland und der bedrückenden Atmosphäre Berlins […] Eine finstere Vision. Beklemmend, beunruhigend. Es ist ein schmaler Grat, Nazi-Deutschland als Kulisse für einen Spannungsroman – doch Robert Harris geht ihn traumsicher und stürzt auf keiner Zeile ab.“

„[…] Harris entwirft eine plausible Version des Dritten Reiches in seinem 32. Jahr. […] Fatherland ist ein formidabler Thriller. Dass er bestens gewappnet der Textverarbeitung eines Autors entsprang, dessen Bücher bisher nur rein journalistische Übungen waren, macht ihn umso bemerkenswerter.“

„Schon die Aufmachung des außergewöhnlichsten Politkrimis der Saison ist eine Provokation: in Umrissen die Quadriga auf dem Brandenburger Tor, darüber in schreiendem Rot die Hakenkreuzflagge und die blaue Europaflagge mit dem Sternenkranz […] Man soll den Inhalt von Krimis nicht erzählen. Nur so viel: Harris versteht, gut und spannend zu schreiben; seine Vorbilder sind Ian Fleming („James Bond“) und der Spionage Experte John LeCarre. Es kommt alles vor, was die Leser erwarten: Verbrechen, Verschwörungen, Vertuschung, Irreführung, Gewalt und Liebe. Doch Harris kann den Historiker nicht verleugnen – so würzt er seine Geschichte mit historischen Dokumenten von Naziverbrechen. Indem er aus dem Zusammenbruch des Sowjetimperiums die Lehren zieht, will er nachweisen, daß auch ein siegreiches Nazireich eines Tages in sich zusammengebrochen wäre. […] Er insinuiert, Kanzler Kohl habe die von den Nazis angestrebte wirtschaftliche Herrschaft über Europa vollendet. Ob dem Autor gar nicht bewußt ist, daß er mit seinem Thriller auch den jungen Generationen in Deutschland das Stigma des Massenmords aufdrückt? Wenigstens hat sich kein deutscher Verleger für solch frivole Geschmacklosigkeit hergegeben.“

„Harris […] erzeugt abgesehen von der ungewöhnlichen historischen Kulisse nur wenig Spannung in dieser Erzählung. Die Charaktere sind flach und die Handlung ist weitgehend vorhersehbar. Zudem mag der Leser es als eine Geschmacklosigkeit empfinden, dass der Holocaust als Ausgangspunkt für einen substanzlosen, wenig originellen Thriller dient.“

„Fatherland wird mit Martin Cruz Smiths in der Sowjetunion spielenden Gorky Park verglichen, einem anderen gut gemachten Thriller über einen innerhalb einer bösartigen Bürokratie agierenden Polizisten. Aber Harris’ Erzählung ist beunruhigender, da sie die sicher geglaubte Vergangenheit erodiert und aufzeigt, dass unsere Gegenwart keineswegs unvermeidlich ist. Seine düstere, braunschwarze Kulisse eines siegreichen Nazi-Regimes ist glaubwürdig und bedenklich, der Stoff langer schlafloser Nächte.“

## Ausgaben
- Robert Harris: Fatherland. Hutchinson, London 1992, ISBN 0-09-174827-5.
- Robert Harris: Vaterland. Thriller („Fatherland“). Haffmans, Zürich 1992, ISBN 3-251-00209-0 (übersetzt von Hanswilhelm Haefs).
- Robert Harris: Vaterland. Thriller („Fatherland“). Heyne, München 1994, ISBN 3-453-07205-7 (übersetzt von Hanswilhelm Haefs).
- Robert Harris: Vaterland. Hörbuch. Random House Audio, Köln 2012, 3 mp3-CDs, 790 min. (ungekürzte Lesung), gelesen von Karlheinz Tafel, ISBN 978-3-8371-1602-1.